# Oichalia (Frau des Melaneus)
Oichalia (altgriechisch Οἰχαλία Oichalía) ist in der griechischen Mythologie die Frau des Melaneus und Mutter des Eurytos.
Nach ihr soll der messenische Ort Oichalia benannt worden sein. In Hesiods Katalog der Frauen wird die Mutter von Eurytos Stratonike genannt.

## Quelle
- Pausanias 4,2,2; 4,3,10